# Тахер Эль-Гамаль
Доктор Тахер Эль-Гамаль (араб. طاهر الجمل‎; род. 18 августа 1955) — американский криптограф родом из Египта.
В 1985 году он опубликовал статью под названием «Криптосистема с открытым ключом и схема цифровой подписи на основе дискретных логарифмов», в котором представил свои разработки по созданию систем асимметричного шифрования и цифровой подписи, эксплуатирующих сложность проблемы дискретного логарифмирования. Предложенная им схема ЭЦП стала основой для алгоритма DSA, принятого Национальным институтом стандартов и технологий США (NIST) в качестве стандарта цифровой подписи. Учёный также участвовал в создании протокола оплаты по кредитной карте SET, а также ряда схем интернет-платежей.

## Образование
Тахер Эль-Гамаль вырос в Каире. Его отец работал в правительстве, занимал пост в Департаменте здравоохранения. В его семье было четверо детей. Он начал своё образование в частной начальной школе, после которой продолжил обучение в средней государственной школе. В детстве Тахер увлекся математикой, в частности он любил производить всевозможные операции с числами, что повлияло на его решение посвятить себя точным наукам.
В 1972 году Тахер Эль-Гамаль закончил государственную среднюю школу и поступил в Каирский университет на факультет электротехники. Он не стал поступать на математический факультет, потому что перспектива преподавательской деятельности его не привлекала. В 1979 году Тахер Эль-Гамаль поступил в Стэнфордский университет. К этому его подтолкнул старший брат, который пятью годами ранее окончил Стэнфорд, он помог ему получить должность ассистента-исследователя, необходимую для получения степени магистра. В Стэнфорде он проводил исследования, связанные с общей теорией систем. Степень магистра, которую он получил в 1981 году, была в основном связана с теорией систем. Кроме этого он изучал достаточно курсов математики. Под руководством Мартина Говарда, который в то время был заведующим кафедрой математики, Тахер Эль-Гамаль сделал свои первые шаги в криптографии.
Результатом решения одной из задач, поставленной Мартином Говардом, стал Алгоритм дискретных квадратичных логарифмов, который используется для факторизации целых чисел.

## Научная деятельность
В 1984 году Тахер Эль-Гамаль получил степень PhD в Стэнфордском университете. Его исследованием была разработка «цифровой подписи по схеме Эль-Гамаля». Так этот стандарт впервые назвал Джим Омур — основатель компании Cylink. Он пытался лоббировать в правительстве придание этой криптосистеме статус государственного стандарта. Но правительство не хотело проводить лицензирование продукта, а взяло его за основу для цифрового стандарта подписи (DSS). Тахер Эль-Гамаль не мог запатентовать алгоритм, поскольку был иностранным студентом-выпускником. По правилам он должен был оставаться студентом до выдачи патента. Вместо поисков обхода этих правил, он решил опубликовать своё исследование. Это стало достоянием общественности, и многие тысячи людей написали публикации на эту тему. Благодаря этому шагу его имя стало известно всему миру.

## Карьерный путь
Получив степень PhD в Стэнфорде, Тахер Эль-Гамаль в 1984 год присоединился к техническому персоналу компании Hewlett-Packard, где он занимался в основном графикой и разработкой технологии сжатия данных. Он не мог работать в сфере безопасности, потому что тогда все исследования в этой тематике проводились в закрытых лабораториях. После того, как HP продало разработанную Эль-Гамалем и его коллегами технологию резервного копирования данных, он ушёл из HP, и в 1988 году стал одним из трёх основателей Info Chip.
В 1991 году Info Chip продала часть компании, которую возглавляет Эль-Гамаль. Новым владельцем стала техасская компания Cyrex, и Эль-Гамаль ушёл из бизнеса. После этого он заинтересовался компанией RSA, которая занималась разработками в области криптографии. После встречи с генеральным директором компании RSA Джимом Бидзосом, Эль-Гамаль стал инженерным директором компании. Со своей командой он работал над проектом VeriSign, который стал совместным продуктом компании RSA и Apple. Во время работы в RSA он также работал ещё в нескольких направлениях, в частности, занимался консультированием как малых компаний, так и Sun Microsystems.
В 1994 году на конференции МЭК в Сан-Хосе Эль-Гамаль встретил знакомого из Стэнфорда Джима Кларка, который выступал с докладом по шифрованию. Тема его выступления заинтересовала Эль-Гамаля, и, после недолгой переписки, Кларк пригласил его в Netscape Communications. Через несколько месяцев Эль-Гамаль стал научным сотрудником Netscape, где стал активно развивать протокол SSL. Когда учёный присоединился к Netscape, протокол SSL был уже работоспособен, но имел много проблем, связанных с безопасностью применения. Причиной большинства проблем были ошибки, допущенные ещё в самом начале проектирования. Протокол, который предполагалось использовать для обеспечения безопасности соединения при ведении электронной коммерции, не имел права иметь такие проблемы.
Решением этих проблем занялась команда разработчиков под руководством Тахера Эль-Гамаля. Разработку окончательной версии протокола они закончили в 1995 году. Кроме того, на нём лежала ответственность за продвижение этого продукта. Результатом его работы было заключение договора с Microsoft, это событие сыграло одну из ключевых ролей в успехе SSL. В 1998 году Эль-Гамаль покинул Netscape, решив создать свою собственную консалтинговую компанию в сфере безопасности. Он убедил Джима Кларка инвестировать средства в компанию Securify, что в итоге принесло значительную прибыль.
После приобретения компанией Kroll компании Securify Эль-Гамаль стал главой отдела информационной безопасности. В 2008 году Securify была приобретена компанией Secure Computing и ныне является частью компании McAfee.
В ноябре 2008 года Эль-Гамаль присоединился к компании Tumbleweed Communications (ныне в составе компании Axway) в качестве главного технического директора.
Кроме того, Тахер Эль-Гамаль состоит в составе совета директоров компании Vindicia, предоставляющей возможность интернет-платежей, а также консультационного совета компании SignaCert, выполняющей независимый IT-анализ и программную верификацию; является советником в Onset Ventures, Glenbrook partners, PGP corporation, Arcot Systems, Finjan, Facetime, Simplified и Zetta.